# سلیمان بالتوغلو
بالتوغلو سلیمان ( به ترکی استانبولی: Baltaoğlu Süleyman یا Süleyman Baltaoğlu ) دریاسالار امپراتوری عثمانی در قرن پانزدهم، بلغاری‌الاصل بود. او در سال ۱۴۵۳ در جریان محاصره نهایی قسطنطنیه، ناوگان عثمانی را علیه امپراتوری بیزانس رهبری کرد و به دلیل نبرد دریایی که در آن چهار کشتی مسیحی علی‌رغم تلاش‌های او برای محاصره شهر، توانستند وارد شاخ طلایی شوند، مشهور شد. سلطان محمد دوم در جریان این شکست چنان خشمگین شد که سوار بر اسب خود به دریا رفت و بر سر بالتغلو فریاد زد. با پایان یافتن نبرد، بالتوغلو را جلوی محمد آوردند و او بلافاصله دستور داد که او را اعدام کنند. پس از التماس زیردستانش که از شجاعت زیاد بالتوغلو در جریان نبرد (که در آن از ناحیه چشم مجروح شده بود) خبر دادند، سلطان محمد فاتح از اعدامش صرف‌نظر کرد. پس از اینکه عناوین نظامی خود را پس گرفت، به والاچیا حمله کرد، اما توسط ولاد سوم کشته شد.

## فرهنگ‌عامه
- سلیمان بالتوغلو توسط اردال ییلدیز در سریال ظهور امپراتوری‌ها: عثمانی از نتفلیکس به تصویر کشیده شده است.
- نقش سلیمان پاشا را حسین سنتور در فیلم ترکی فتح ۱۴۵۳ بازی می‌کند. پس از ناکامی در ورود به شاخ طلایی در حین محاصره قسطنطنیه، توسط سلطان محمد دوم (دوریم اوین) تبعید می‌شود.
- بالتوغلو یکی از شخصیت‌های بازی جنگجویان اسطوره‌ای است که تاریخچه او تغییر می‌کند تا پس از رسوایی در قسطنطنیه از وظایفش برکنار نشود، بلکه به عنوان یک ژنرال عثمانی به خدمت خود ادامه می‌دهد تا زمانی که توسط ولاد سوم کشته شود.[نیازمند منبع]